# Балашівка (Кропивницький)
Балашівка — один з мікрорайонів міста Кропивницький, що належить до Фортечного району і розташований у північно-західній частині міста. Всього є дві Балашівки: Стара і Нова. Насправді ці райони хоч і мають одну назву, але вони різні.

## Розташування
Розташована в північно-західній частині міста. У минулому — село Балашівка. Зараз є Стара та Нова Балашівка, відокремлюються одна від одної залізницею.

## Опис
Основна частина забудови Балашівки є приватною і належить до 1950-х років. У мікрорайоні проходять маршрути громадського транспорту: маршрутні таксі №134, №55, №103, №14, №18, №111, №111Б.  

## Коротка історія
Назва походить від прізвища власника земель Балашова. У 2-й половині XIX століття виникло село із нинішньою назвою. Південніше залізниці на землях того ж власника виникла Нова Балашівка. Тут видобували буре вугілля. 1932 року Балашівка була включена до меж міста. 

## Джерело
- Матівос Ю. М. Вулицями рідного міста, Кіровоград: ТОВ «Імекс-ЛТД», стор. 79-80